# Heidi Biebl
Heidi Biebl (Oberstaufen, Tercer Reich, 17 de febrero de 1941 - Oberstaufen, Alemania, 22 de enero de 2022) fue una esquiadora alemana ganadora de la medalla de oro en los Juegos Olímpicos de 1960 en la especialidad de descenso, tres días después de su 19.º cumpleaños proclamándose en la medallista de oro más joven en dıcha especialidad. También ganó en la misma especialidad y en el mismo año el Campeonato Mundial de Esquí Alpino de 1960.

## Resultados

### Juegos Olímpicos de Invierno
- Juegos Olímpicos de 1960 en Squaw Valley (Estados Unidos):
  - Medalla de oro en descenso.

### Campeonato Mundial de Esquí Alpino
- Campeonato Mundial de Esquí Alpino de 1960 en Squaw Valley (Estados Unidos):
  - Medalla de oro en descenso.

### Arlberg-Kandahar
- Vencedora de Kandahar en 1961 en Mürren.
  - Ganadora de slalom en 1962 en Sestriere y en 1965 en Sankt Anton.